# Lausen-Grünau
Lausen-Grünau ist gemäß der kommunalen Stadtgliederung von 1992 ein Ortsteil von Leipzig und gehört zum Stadtbezirk West. Es umfasst den ab 1983 gebauten Wohnkomplex 8 der Großsiedlung Grünau sowie das 1995 nach Leipzig eingemeindete Dorf Lausen.

## Lage
Lausen-Grünau liegt 9 Kilometer westsüdwestlich der Leipziger Innenstadt. Neben der Verkehrs- und Siedlungsfläche (216 Hektar) hat die Wasserfläche mit 112 Hektar einen großen Anteil an der Fläche des Ortsteils. Die Wasserfläche gehört zum Kulkwitzer See, einem gefluteten, ehemaligen Braunkohlentagebau. Die Ortsteilgrenze im Westen verläuft durch den Kulkwitzer See und ist zugleich Leipziger Stadtgrenze zur Nachbarstadt Markranstädt. Der Ortsteil grenzt, vom Nordwesten angefangen im Uhrzeigersinn, an die Ortsteile Miltitz, Grünau-Nord, Grünau-Siedlung und Großzschocher.

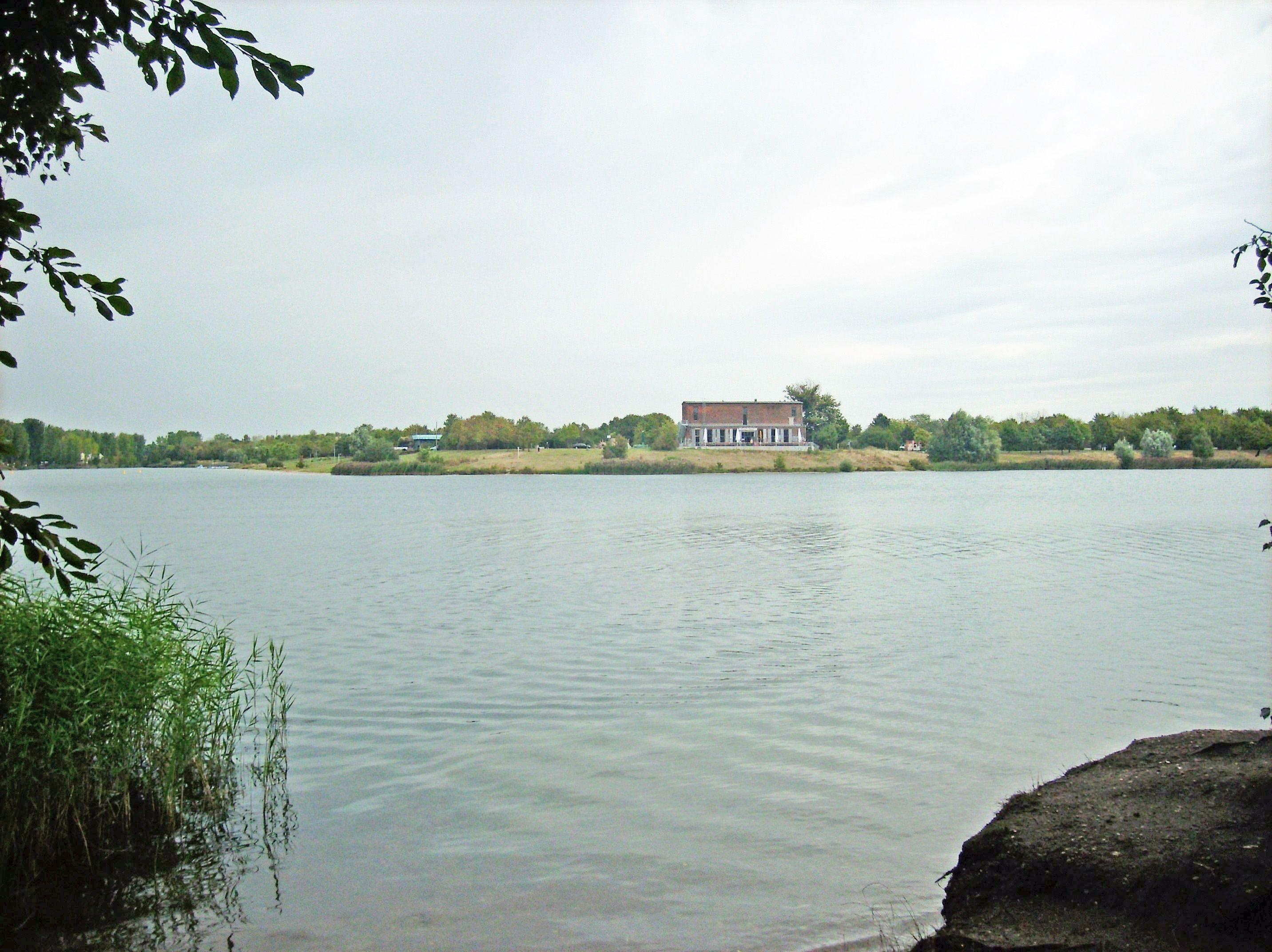
Kulkwitzer See mit Blick auf das Lausener Ufer (2009)
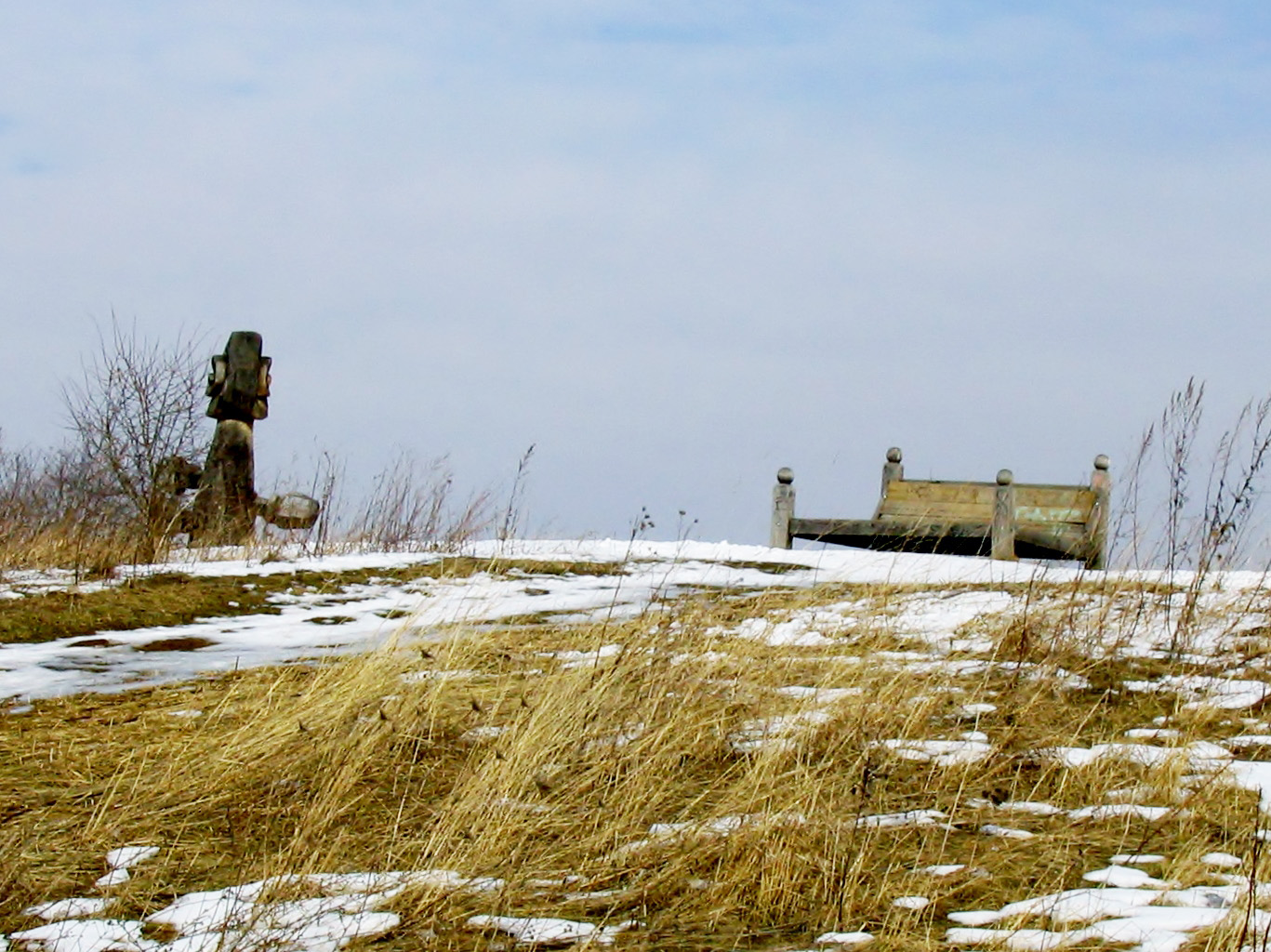
Auf dem sogenannten Rodelberg (2005)
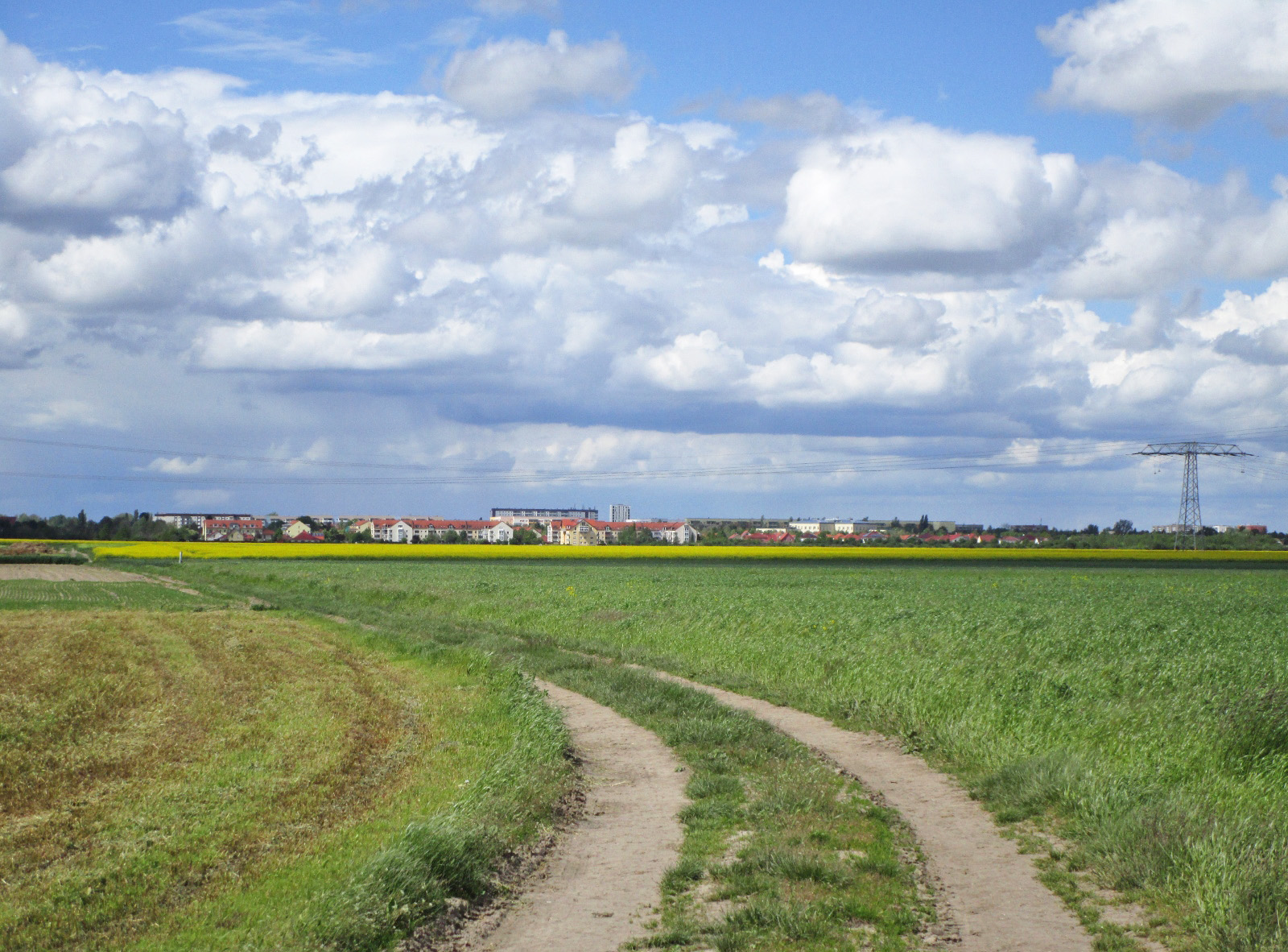
Blick über die Mark Flickert nach Lausen

Naturräumliche Lage
Die Großsiedlung Grünau liegt auf einer flachen pleistozänen Platte in einer Höhenlage von etwas über 120 Metern über Null. An ihrem westlichen Rand liegt eine Bachaue, die von einem Bach namens Zschampert nach Norden entwässert wird. Diese bestand schon vor der Anlage des unmittelbar anschließenden Kulkwitzer Sees in einem Restloch des Braunkohlenbergbaus. Die Oberfläche des Kulkwitzer Sees befindet sich 114,5 Meter über Null. Die höchste (künstliche) Erhebung bildet der sogenannte Rodelberg am westlichen Ende der Alten Salzstraße.
Nach Süden schließt sich an den Ortsteil das landwirtschaftlich genutzte Gebiet der Mark Flickert an.

## Geschichte

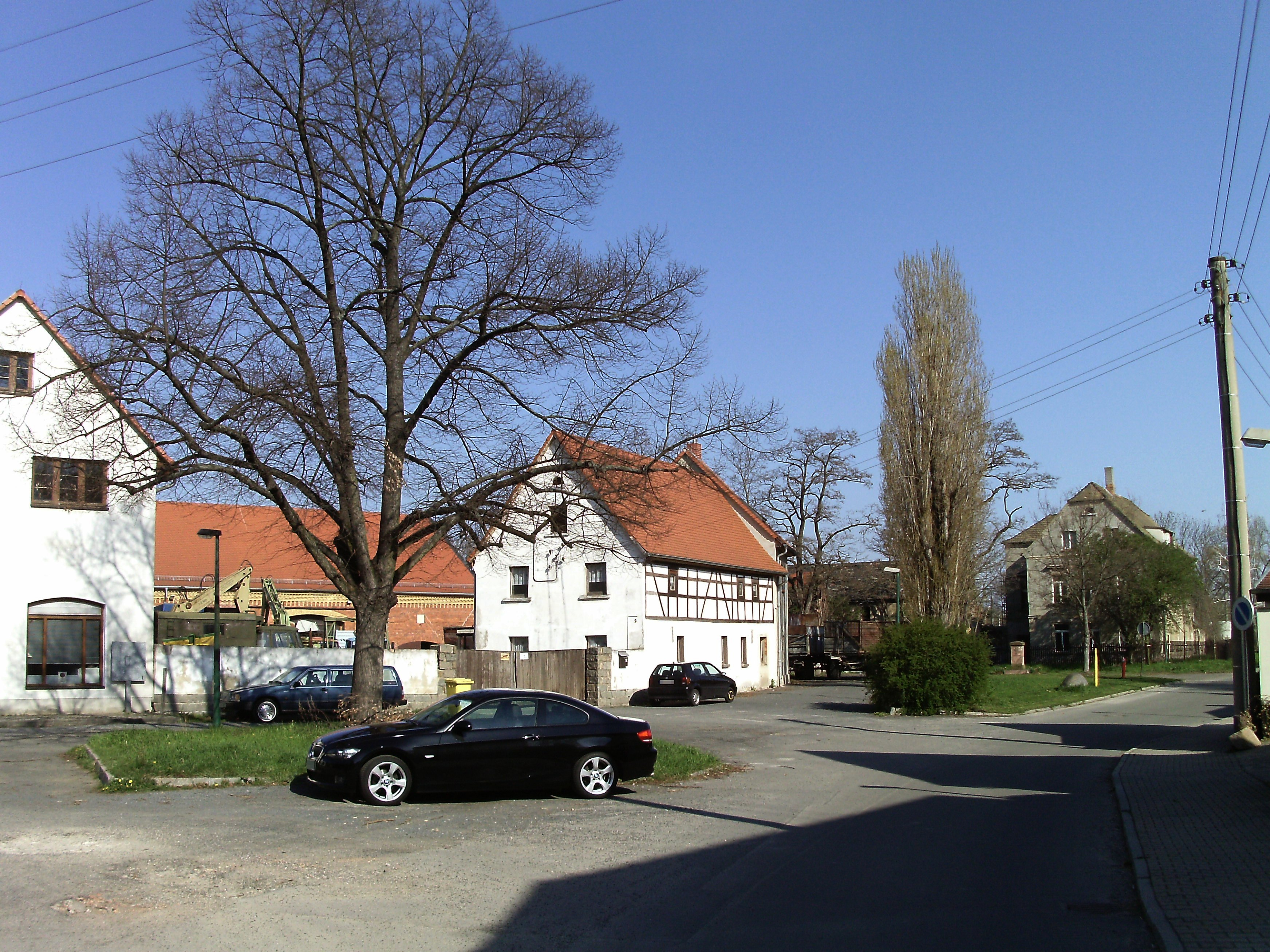
Dorfplatz Lausen (2012)

Das Dorf Lausen wurde 1234 erstmals urkundlich erwähnt. 1979 wurden von der Lausener Flur 70,8 Hektar für den Bau der Großsiedlung Grünau nach Leipzig eingemeindet. Diese Flächen machen heute den südöstlichen Teil des Ortsteils aus und sind mit dem Südteil des Wohnkomplexes 8 bebaut. Dieser Wohnkomplex wurde als letzter der Großsiedlung in den Jahren 1983 bis 1988 errichtet. Er erstreckt sich über die alte Gemarkungsgrenze zwischen Militz und Lausen hinweg, die auf der heute noch bestehenden Alten Salzstraße verlief, weiter nach Norden bis an die Lützner Straße. Nördlich der Lützner Straße liegt der Wohnkomplex 7 (heute Ortsteil Grünau-Nord).

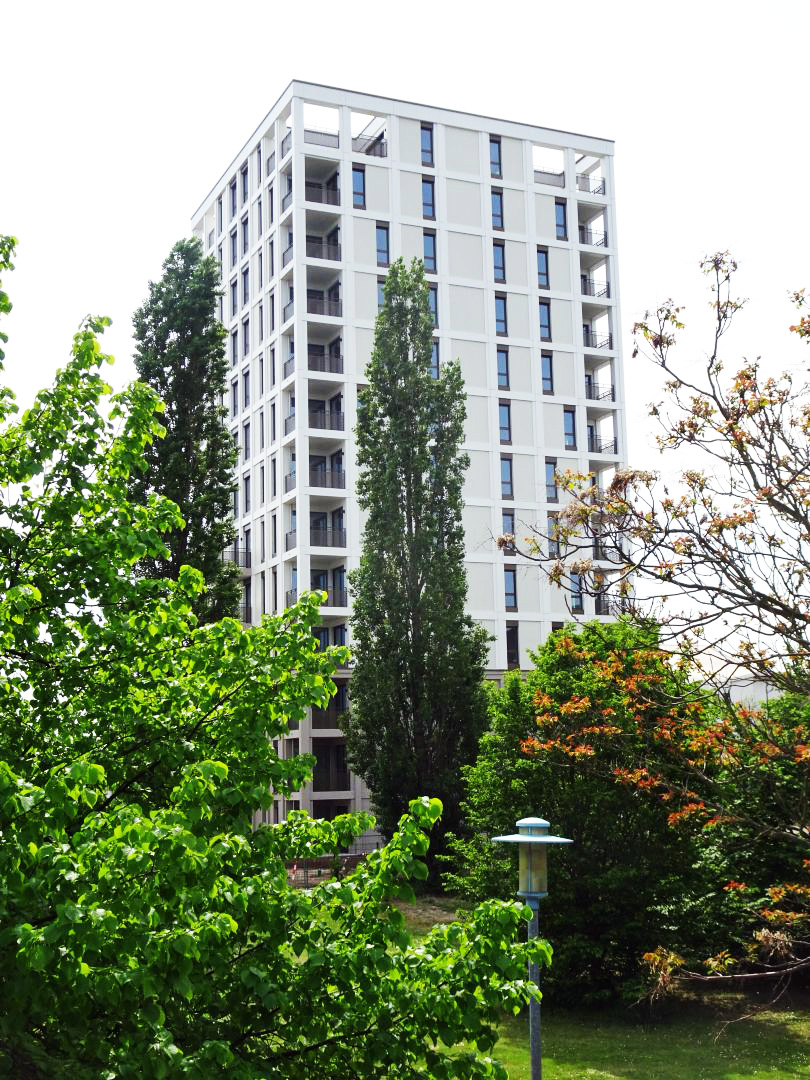
Lipsia-Turm (2020)

Der Aufbauphase folgte in den 1990er Jahren eine Phase der Nachverdichtung, in der der Wohnkomplex mit sozialen Einrichtungen und einem kleinen Park im Südosten versehen wurde. Mit der Eingemeindung von Lausen und der Errichtung eines Neubaugebietes südlich der bis 1998 bestehenden Bahnstrecke Leipzig-Plagwitz-Pörsten hatte der Ortsteil noch Einwohnerzuwächse, während die Einwohnerzahl der Großsiedlung stark schrumpfte. Als Reaktion auf die Schrumpfung entwickelte die Stadt Leipzig für Grünau ein Stadtumbaukonzept. Lausen-Grünau mit seiner Lage am Rande der Großsiedlung gehörte in diesem Konzept zum Stadtumbaugürtel, war also in besonderem Maße vom Rückbau betroffen. Die verbleibenden Bestände wurden saniert und aufgewertet. In Lausen-Grünau ist es auch, wo mit dem Lipsia-Turm das erste Wohnhochhaus in Grünau im 21. Jahrhundert errichtet wurde. Es befindet sich nahe der Endstelle der S-Bahn Miltitzer Allee.

## Ortstypik
Im Integrierten Stadtteilentwicklungskonzept Grünau 2030 werden die Stärken und Schwächen des Ortsteils wie folgt beschrieben:
„Der ab 1983 errichtete Wohnkomplex 8/8.3 ist das jüngste Grünauer Quartier. Es profitiert in seiner aktuellen Entwicklung von der Lage zwischen der Grünauer Siedlung (Einfamilienhäuser) im Osten und dem Kulkwitzer See im Westen. Über die Straßenbahn und die S-Bahn ist das Quartier an die Leipziger Innenstadt angeschlossen. Die  zentralen, durch den Rückbau im Stadtumbau entstandenen Freiflächen eignen sich für die Erweiterung des Zentrums Miltitzer Allee sowie die weitere Differenzierung des Wohnungsangebotes. Neubauvorhaben der Wohnungsgenossenschaft Lipsia sowie umfassendere Sanierungsmaßnahmen zeigen das Potenzial des Quartiers. Die zwischenzeitliche Konzentration von Gemeinschaftsunterkünften für Flüchtlinge bildete hinsichtlich der damit verbundenen Integrationsaufgaben eine Herausforderung für das Quartier.

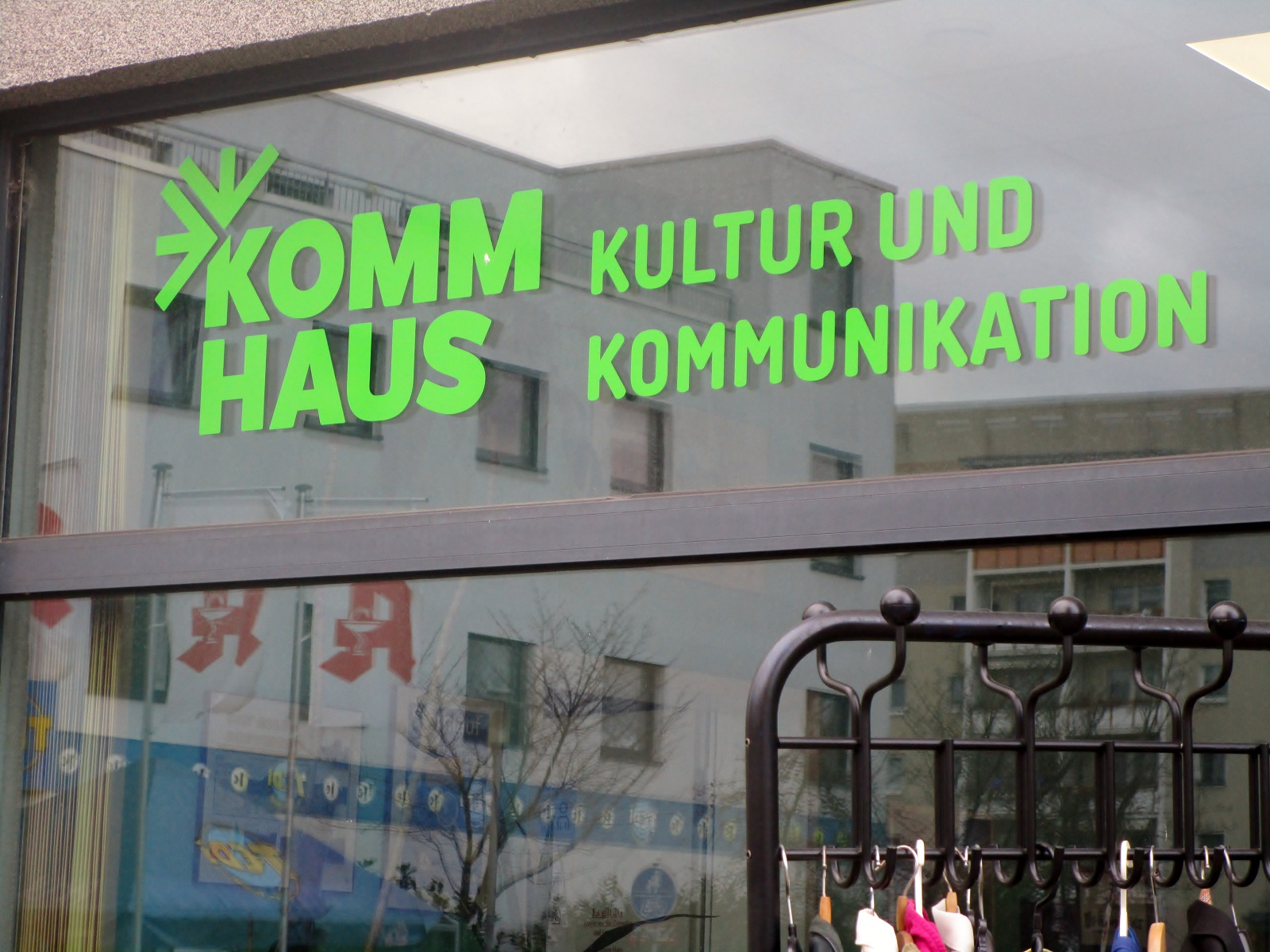
KOMM-Haus im Ortszentrum Miltitzer Allee (2022)
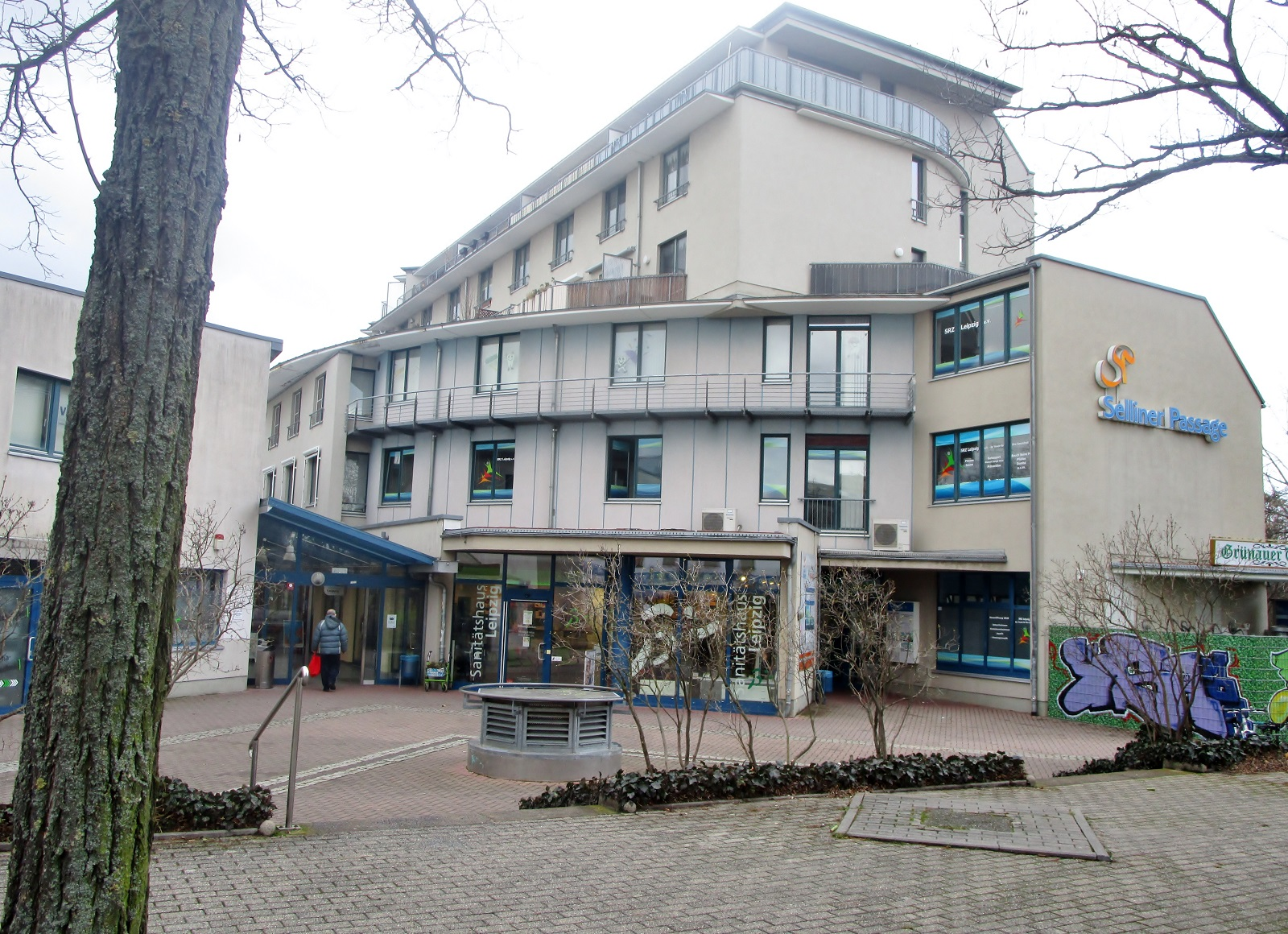
Selliner Passage am Lipsia-Turm (2022)

Die begonnene  Wiederbelebung des Schulstandorts „An der Kotsche“ und die Schaffung von Angeboten für Kinder und Jugendliche in Grünau-West zeigen die Strategie an, die soziale Infrastruktur des  Quartiers wieder zu stärken. Eine wichtige kulturelle Einrichtung und Treffpunkt für Bürger und Vereine ist das KOMM-Haus im Zentrum Miltitzer Allee. Mit seinen Angeboten wirkt das KOMM-Haus weit über das Quartier hinaus in ganz Grünau. Die ehemals städtisch betriebene Einrichtung wurde an den freien Träger übergeben, der auch das Soziokulturelle Zentrum Die Villa im Zentrum von Leipzig betreibt.“
Der Ortsteil verfügt trotz der verdichteten Bauweise einer Großsiedlung über große Anteile an Grünflächen. Diese befinden sich nicht nur am Kulkwitzer See, sondern auch in der Großsiedlung. Zu nennen ist ein kleiner Stadtteilpark im Südosten. Im Süden befinden sich ausgedehnte Landwirtschaftsflächen (siehe auch: Mark Flickert).

## Bevölkerung
| Jahr | Einwohner |
| ---- | --------- |
| 2000 | 16.372    |
| 2005 | 13.266    |
| 2010 | 11.512    |
| 2015 | 12.309    |
| 2020 | 13.296    |
| 2024 | 14.536    |

Stand: 31.12. des jeweiligen Jahres
Die Bevölkerungsanzahl ging vor allem durch die Entwicklung der Großsiedlung von 1991 bis 2009 um fast die Hälfte zurück und steigt seit diesem Zeitpunkt allmählich wieder an. Der größte Teil der Bevölkerung lebt in der Großsiedlung. Die Bevölkerung des eingemeindeten Dorfes Lausen hätte Platz in einem einzigen Wohnblock von Grünau finden können. Das Durchschnittsalter im Ortsteil lag 2016 um 4,9 Jahre über dem Leipziger Durchschnitt. Auffällig waren 2016 der vergleichsweise geringe Studierendenanteil (10,5 Prozentpunkte unter dem Leipziger Schnitt) und der erhöhte Anteil von Leistungsempfängern (7,5 Prozentpunkte über dem Leipziger Schnitt). Der Migrantenanteil lag 2020 mit 16,3 % in Lausen-Grünau an dritter Stelle von den Grünauer Ortsteilen (nach Grünau-Mitte mit 28,5 % und Grünau-Nord mit 19,5 %).

## Politik
Die Wahlbeteiligung in Lausen-Grünau ist geringer als die in Leipzig insgesamt (Bundestagswahl 2021: 66,5 %). Bei den Zweitstimmen entfielen bei der Bundestagswahl 2021 auf die AfD 22,8 % (im Vergleich dazu das Ergebnis im Wahlkreis 153 – Leipzig II gesamt: 11,2 %), auf die CDU 17,6 % (WK 153: 13,1 %), auf die Linke 11,4 % (WK: 14,7 %), auf die SPD 24,1 % (WK: 20,9 %), auf die FDP 8,6 % (WK: 9,7 %), auf die Grünen 6,1 % (WK: 21,3 %) und die Sonstigen 9,5 % (WK: 9,1 %). Im Vergleich zum Wahlkreis erhielten die Grünen (−13,4 %) in Lausen Grünau vergleichsweise wenige, die CDU (+4,5 %) und die AfD (+11,6 %) vergleichsweise viele Stimmen.
| Partei        | CDU  | LINKE | AfD  | SPD  | Grüne | FDP | Sonstige |
| Lausen-Grünau | 17,6 | 11,4  | 22,8 | 24,1 | 6,1   | 8,6 | 9,5      |
| Wahlkreis 153 | 13,1 | 14,7  | 11,2 | 20,9 | 21,3  | 9,7 | 9,1      |

## Kunst im öffentlichen Raum

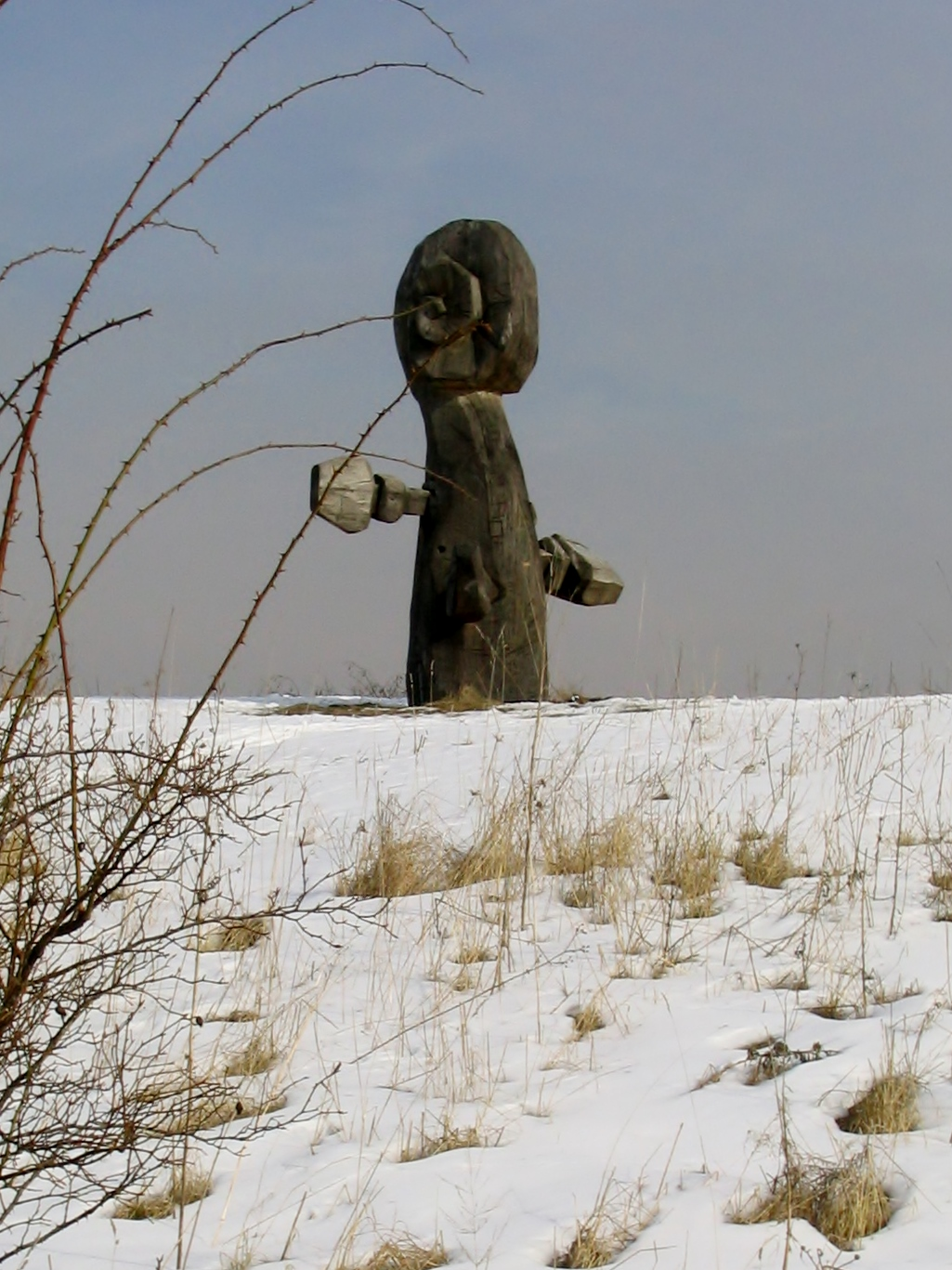
Kunst auf dem Rodelberg (2005)
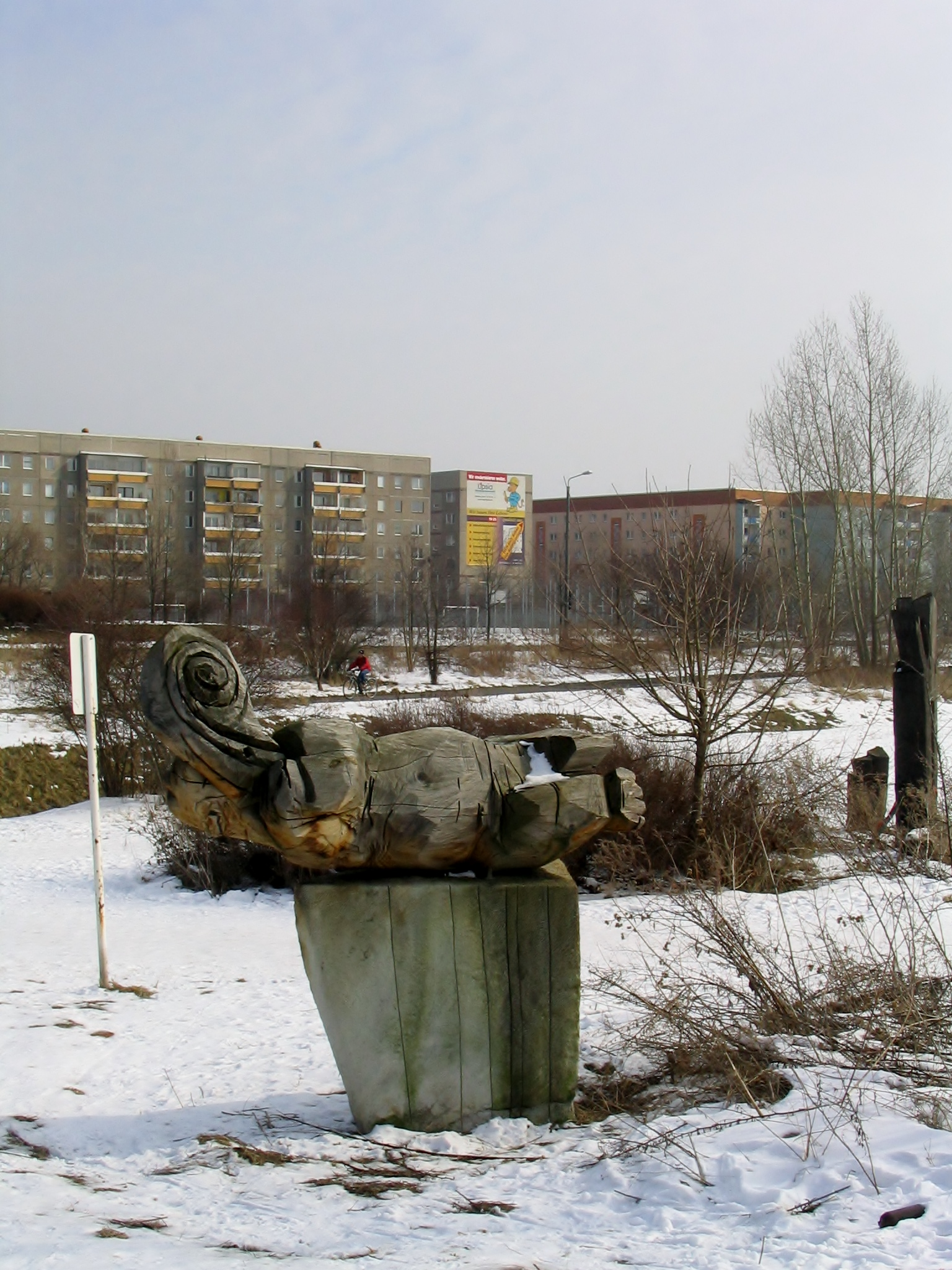
Blick vom Rodelberg (2005)
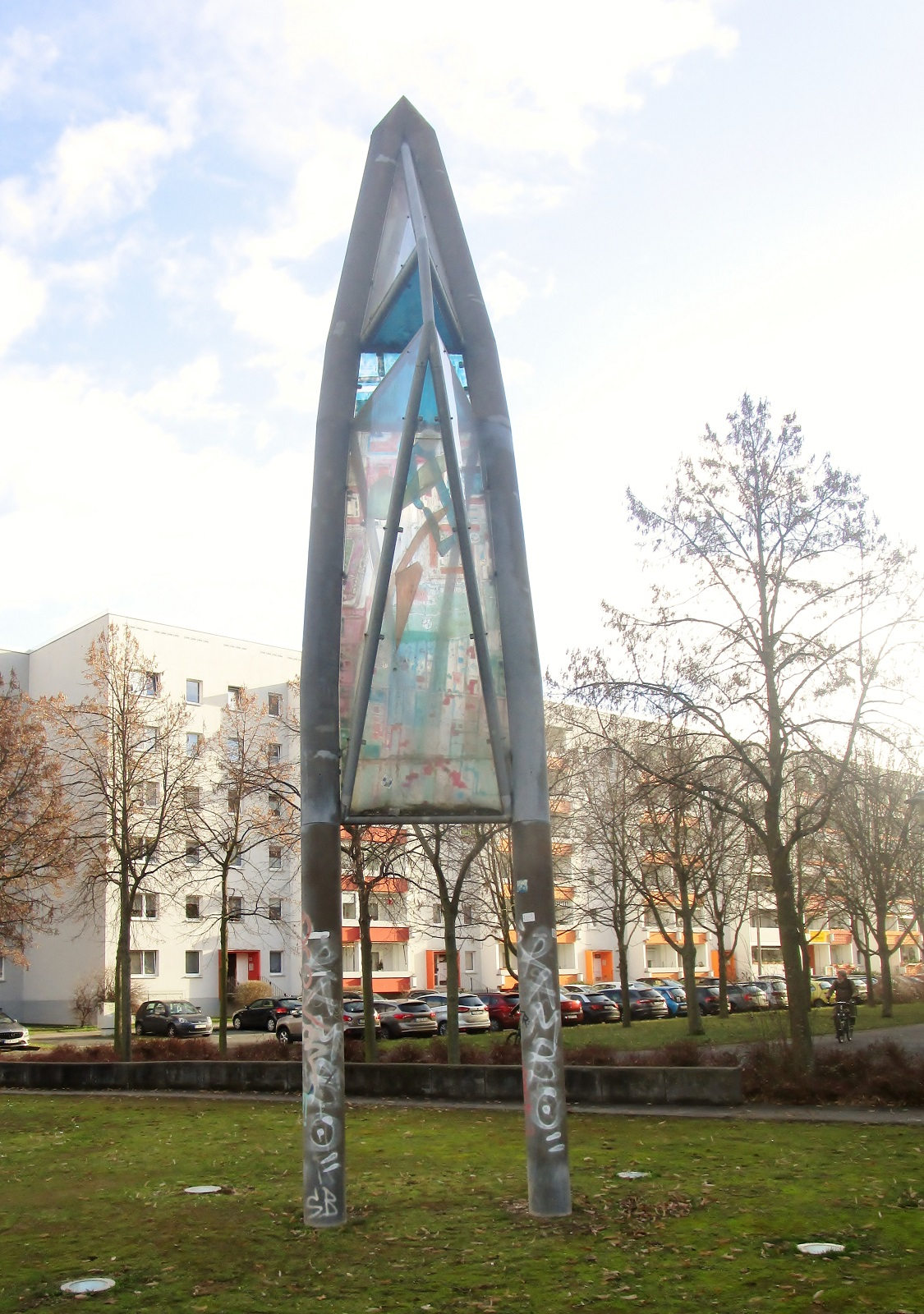
Lichtplatzzeichen Sonnensegel (2022)

Im Wohnkomplex 8 ist weniger Kunst im öffentlichen Raum zu finden als in den anderen Teilen der Großsiedlung (nur Lichtplatzzeichen von Jürgen Strege, 1999), dafür einiges auf dem Rodelberg.

## Verkehr

### Straßen
Im westlichen Teil des Ortsteils verläuft in Nord-Süd-Richtungdie Straße am See als Randstraße der Großsiedlung Grünau. Sie berührt die alte Dorflage von Lausen und führt weiter nach Süden in Richtung Albersdorf (Ortsteil von Markranstädt) bis zur B 186. Am östlichen Rand des Ortsteils hat die Krakauer Straße nur eine innerörtliche Bedeutung.
Am nördlichen Rand verläuft in Ost-West-Richtung die Lützner Straße, die die Funktion der B 87 erfüllt, und weiter südlich parallel zu ihr die Ratzelstraße.

### Öffentlicher Personennahverkehr (ÖPNV)

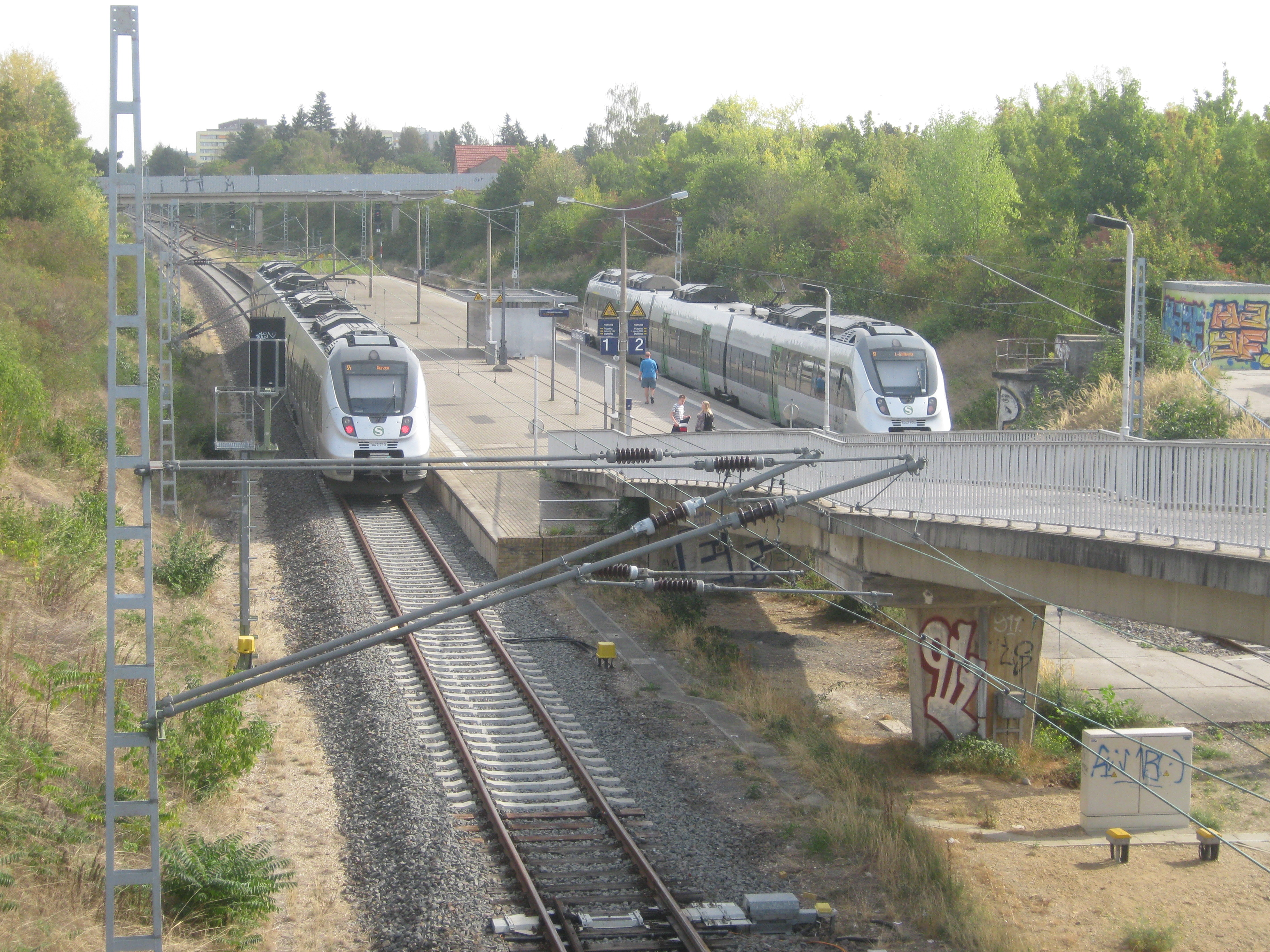
S-Bahnhof  Miltitzer Allee (2018)
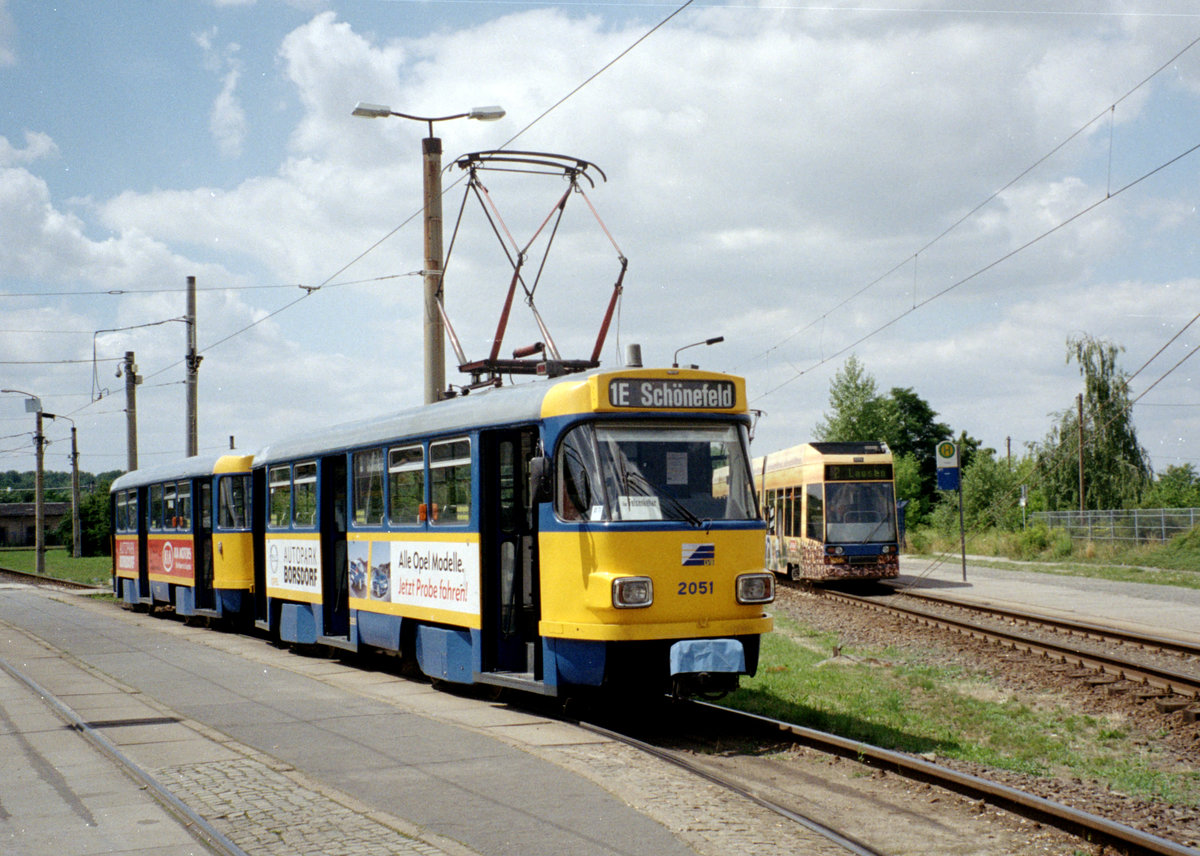
Endstelle Lausen (2008)

In Lausen-Grünau befindet sich die am 19. Dezember 1983 eröffnete Endstelle Militzer Allee der S-Bahn-Linie 1 des mitteldeutschen S-Bahn-Netzes. Laut Nahverkehrsplan der Stadt Leipzig besteht eine Verlängerungsoption nach Markranstädt. Die Eisenbahnlinie Plagwitz-Pörsten ist hingegen 1998 stillgelegt worden, so auch der Bahnhof Lausen. Vom Bahnhof Lausen zweigte bis 1946 eine Verbindungsbahn nach Markranstädt ab.
Entlang der Ratzelstraße verläuft eine Straßenbahntrasse mit den Haltestellen Krakauer Straße, Zschampertaue und der am 30. November 1985 eröffneten Endstelle Lausen, auf der aktuell die Linie 1 verkehrt (siehe auch: Straßenbahn Leipzig). Komplettiert wird der ÖPNV durch die Buslinien 61, 62, 65, 66, 161, 162 (siehe auch: Busverkehr in Leipzig).

### Rad- und Fußverkehr
Es gibt ein Fuß- und Radwegenetz sowohl innerhalb der Großsiedlung als auch im Naherholungsgebiet am Kulkwitzer See. Besonders zu nennen ist die Alte Salzstraße. In Lausen beginnt auf der ehemaligen Bahntrasse der Pörstener Eisenbahn der Elster-Saale-Radweg. Die Entfernung nach Lützen beträgt auf diesem Radweg etwa 11 Kilometer. Richtung Osten – also Richtung Leipzig-Stadt – kann man entlang der ehemaligen Eisenbahn auf dem Lausener Weg weiterradeln.

## Schulen

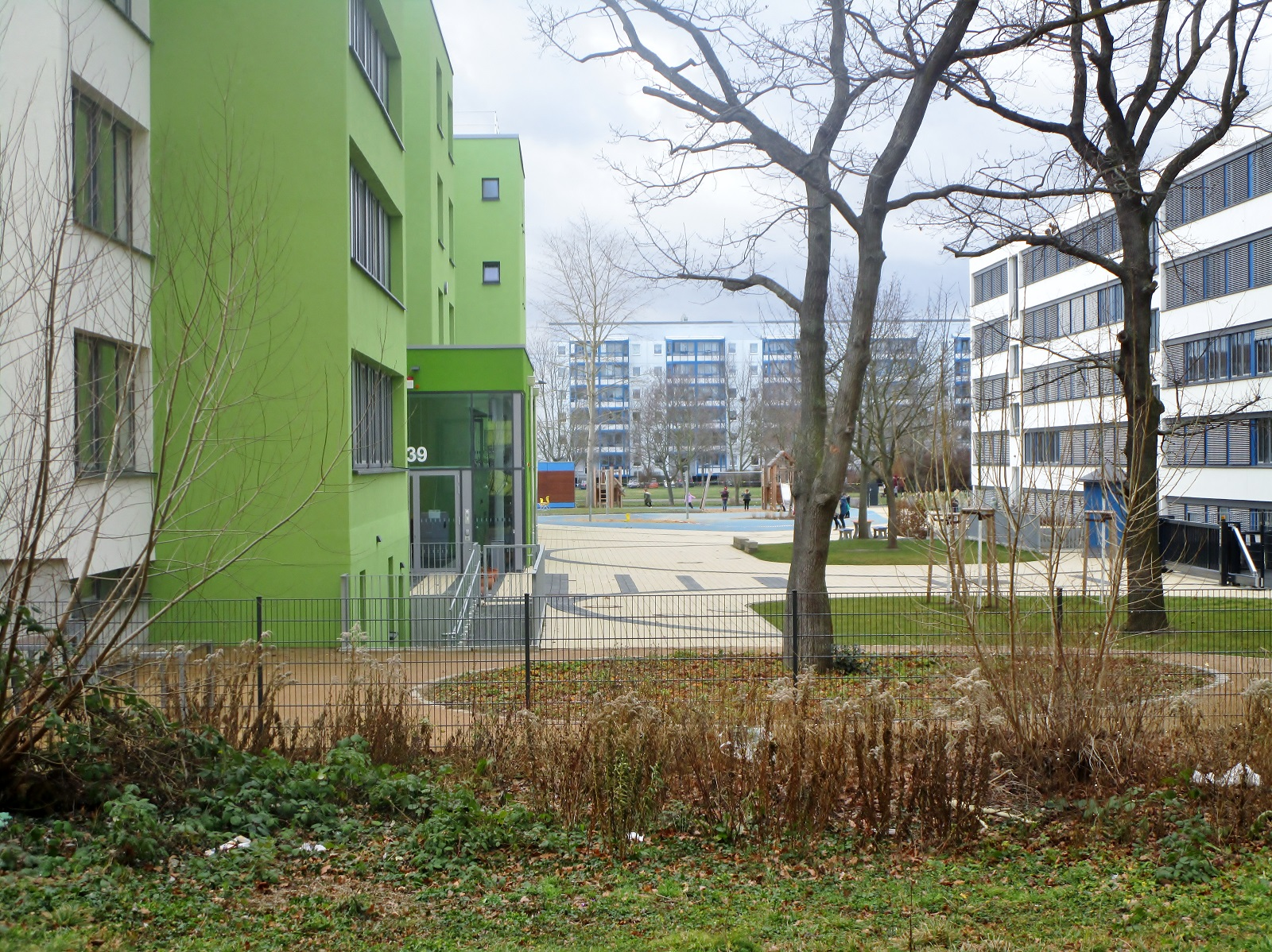
Schule "An der Kotsche"
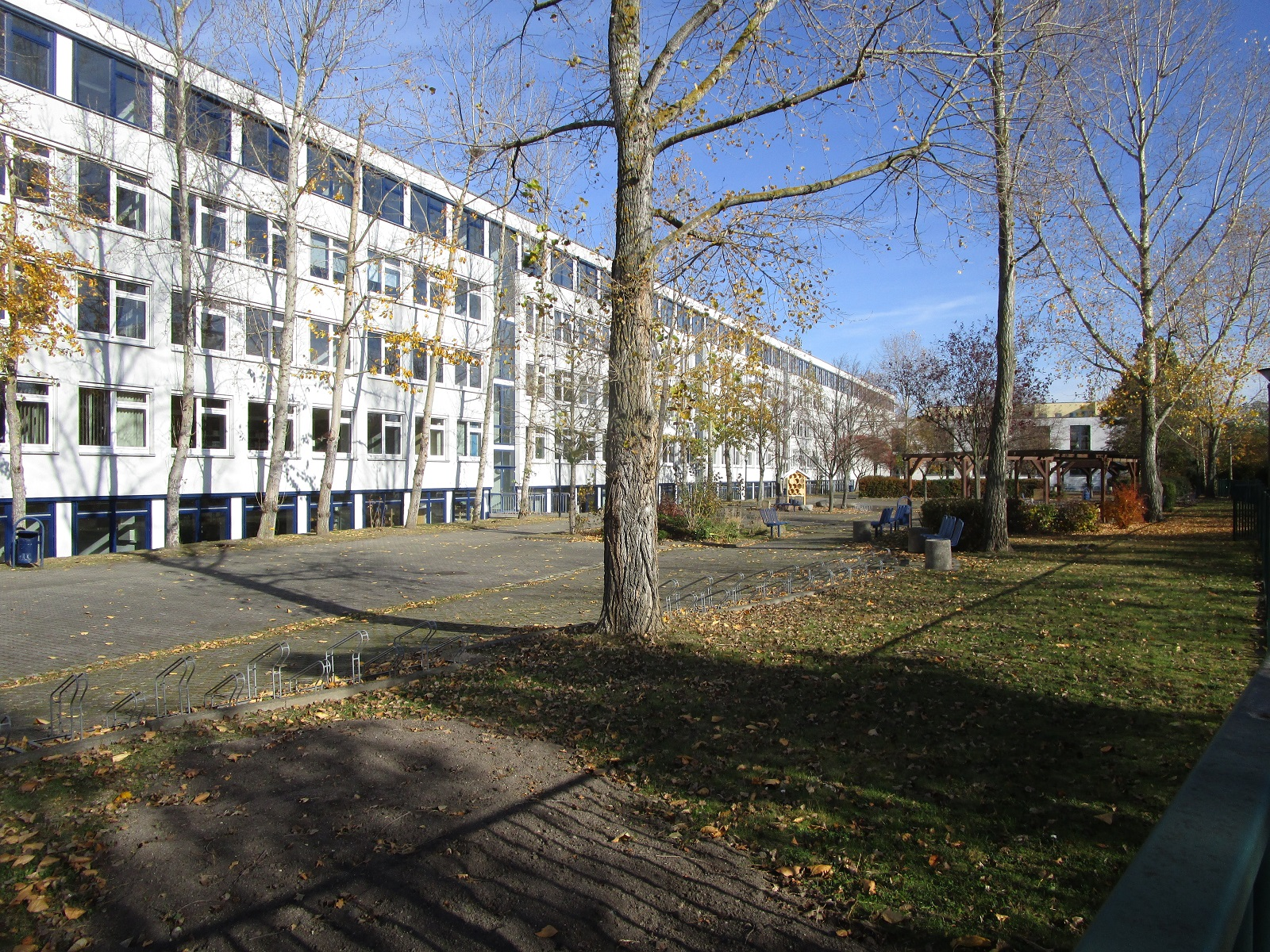
Arwed-Rossbach-Schule

Im Ortsteil befinden sich die folgenden Schulen:
- 100. Schule (Grundschule) – Miltitzer Allee
- 78. Schule (Grundschule) – An der Kotsche
- Martin-Schule, Förderzentrum – An der Kotsche
- Arwed-Rossbach Schule, Berufsbildungszentrum, Bautechnik

## Sonstiges
Die Leipziger Stadtwerke planen eine Solarthermieanlage am Südrand des Ortsteils. Dabei werden Kollektorfelder aufgebaut, die Sonnenenergie in Wärme verwandeln und ins Leipziger Fernwärmenetz einspeisen.